# Psathyrella
Psathyrella es un género grande que contiene unas 400 especies de hongos  en la familia Psathyrellaceae; es similar a los géneros Coprinellus, Coprinopsis, Coprinus y Panaeolus, 
generalmente con un píleo (sombrero) delgado y un tallo hueco blanco o blanco amarillento. Los sombreros no se autodigieren como si lo hacen los de Coprinellus y Coprinopsis. Algunos también tienen esporas marrones en vez de negras. Estos hongos a menudo son de color monótono, difíciles de identificar, y todos los miembros se consideran no comestibles o sin valor alimenticio y, por lo tanto, a menudo se los pasa por alto. Sin embargo, son bastante comunes y pueden ocurrir en ocasiones cuando se observan pocos de otras variedades. La primera seta con agallas que fructifica bajo el agua reportada es Psathyrella aquatica.
El nombre del género Psathyrella es el diminutivo de Psathyra, derivado de la palabra griega que significa "fácil de desmenuzar", psathuros (ψαθυρος). La especie tipo de Psathyrella es Psathyrella gracilis, que ahora se conoce como Psathyrella corrugis.

## Características
Para identificar la especie, puede ser necesario tener en cuenta la presencia y la naturaleza de cualquier resto de velo en el sombrero (que solo puede ser visible en  cuerpos fructíferos muy jóvenes), el color de los cuerpos fructíferos jóvenes, que a menudo es más vívido que en los más viejos, ya sea que el sombrero sea higrófano (puede ser un color marrón translúcido u ocre en estado húmedo pero un blanco opaco puro al secarse), y el tamaño de la espora y la presencia y naturaleza de cistidios, pleurocistidios y caulocistidios, células estériles distintivas en la cara branquial, el borde branquial y el tallo respectivamente. Todas las especies de Psathyrella son inusualmente frágiles, y tanto el sombrero como el tallo se rompen con muy poco esfuerzo. A diferencia de la mayoría de los agáricos, los sombreros de las especies de Psathyrella  se rompen fácilmente en trozos triangulares.

## Especies selectas
Entre las especies del género Psathyrella, se cuentan:
- Psathyrella ammophila
- Psathyrella aquatica
- Psathyrella bipellis
- Psathyrella candolleana
- Psathyrella corrugis
- Psathyrella piluliformis / Psathyrella hydrophila